# Умарова Максудахан
Максудахан Умарова (1923, тепер Узбекистан — ?) — радянська діячка, новатор виробництва, бригадир бавовницької бригади колгоспу імені Якубова Пахтаабадского району Андижанської області Узбецької РСР. Член Центральної Ревізійної комісії КПРС у 1976—1981 роках. Герой Соціалістичної Праці (10.12.1973).

## Життєпис
Народилася в селянській родині.
У 1941—1970 роках — заступник голови колгоспу Андижанської області; заступник голови виконавчого комітету районної ради депутатів трудящих Андижанської області; ланкова, рільник колгоспу Андижанської області.
Член ВКП(б) з 1945 року.
У 1970 році закінчила середню школу.
З грудня 1970 року — бригадир бавовницької бригади колгоспу імені Якубова Пахтаабадского району Андижанської області Узбецької РСР.
Потім — на пенсії.

## Нагороди і звання
- Герой Соціалістичної Праці (10.12.1973)
- орден Леніна (10.12.1973)
- ордени
- медалі